# Intel Xe
Intel Xe（格式化為Xe，兩個字母分開發音），早期曾被非正式地稱為Gen12，是由英特尔开发的獨立显示卡（dGPU）架構。
Intel Xe包括一个新的指令集架構。Intel Xe与Tiger Lake产品一起推出。

## 历史
Intel Xe不是英特爾首次尝试研發獨立顯示卡，早在1998年2月，英特爾就发布了獨立顯示卡Intel740 。发布时被炒得沸沸扬扬的Intel740是一个令人失望和失败的产品，Intel740发布后仅18个月就被停产，但其技术卻被保留在英特尔至尊图形（Intel Extreme Graphics）产品线中繼續使用。   
2018年4月，有报道称，英特尔正在组建一个团队开发针对数据中心和PC游戏市场的独立圖形處理器，意圖与Nvidia和AMD的产品展開竞争。   
2018年6月，英特尔确认计划在2020年推出一款独立的GPU。  
2019年9月，HotHardware报道称，Intel Xe的GPU指令集体系结构 （ISA）出現较大变化，與之前的產品相比，几乎所有指令编码均有改变。
2022年3月30日，英特尔正式公布了第一代基于Intel Xe-HPG架构的ARC（锐炫）独立显卡。2024年12月13日，英特爾推出Intel Xe 2架構的獨立顯卡。

## 另見
- Intel Larrabee